# Nest-Sotra Fotball 2019
Questa voce raccoglie le informazioni riguardanti il Nest-Sotra Fotball nelle competizioni ufficiali della stagione 2019.

## Stagione
Il Nest-Sotra ha chiuso la stagione al 7º posto finale, mentre l'avventura nel Norgesmesterskapet si è chiusa al terzo turno, con l'eliminazione subita per mano del KFUM Oslo. In data 5 giugno 2019, la squadra ha subito la penalizzazione di un punto in classifica per questioni finanziarie. Il 14 ottobre è arrivata un'ulteriore penalizzazione, stavolta di 3 punti, per le medesime ragioni.
Il giocatore più utilizzato in stagione è stato Renze Fij, a quota 33 presenze tra campionato e coppa. Marcus Mehnert è stato invece il miglior marcatore della squadra, con 11 reti tra tutte le competizioni.

## Rosa
| N. |                        | Ruolo | Calciatore              |
| -- | ---------------------- | ----- | ----------------------- |
| 1  | Paesi Bassi (bandiera) | P     | Renze Fij               |
| 2  | Norvegia (bandiera)    | D     | Erlend Larsen           |
| 3  | Danimarca (bandiera)   | D     | Daniel Arrocha          |
| 4  | Norvegia (bandiera)    | D     | Jonas Hestetun          |
| 5  | Norvegia (bandiera)    | D     | Bjarte Haugsdal         |
| 6  | Norvegia (bandiera)    | C     | Peter Sørensen Nergaard |
| 7  | Norvegia (bandiera)    | A     | Jo Sondre Aas           |
| 8  | Norvegia (bandiera)    | C     | Lars Christian Kjemhus  |
| 9  | Danimarca (bandiera)   | C     | Lee Rochester Sørensen  |
| 10 | Norvegia (bandiera)    | A     | Erlend Hustad           |
| 10 | Norvegia (bandiera)    | A     | Alexander Dang          |
| 11 | Norvegia (bandiera)    | C     | Kristoffer Velde        |
| 12 | Norvegia (bandiera)    | P     | Steffen Haraldsen       |
| 13 | Norvegia (bandiera)    | P     | Erlend Johansen         |
| 14 | Norvegia (bandiera)    | D     | Thor Kristian Økland    |
| 17 | Norvegia (bandiera)    | C     | Vladan Radojkic         |

| N. |                     | Ruolo | Calciatore             |
| -- | ------------------- | ----- | ---------------------- |
| 18 | Norvegia (bandiera) | A     | Joachim Sæle Westrheim |
| 19 | Nigeria (bandiera)  | C     | Anthony Ikedi          |
| 19 | Norvegia (bandiera) | A     | Aune Heggebø           |
| 19 | Norvegia (bandiera) | C     | Andreas Hoven          |
| 20 | Svezia (bandiera)   | C     | Andreas Petersson      |
| 20 | Norvegia (bandiera) | A     | Jefferson de Souza     |
| 21 | Norvegia (bandiera) | C     | Mads Sande             |
| 22 | Norvegia (bandiera) | D     | Mads Songve            |
| 26 | Nigeria (bandiera)  | D     | Izuchuckwu Anthony     |
| 27 | Norvegia (bandiera) | C     | Tobias Svendsen        |
| 27 | Eritrea (bandiera)  | C     | Senai Hagos            |
| 29 | Norvegia (bandiera) | C     | Kristoffer Stephensen  |
| 68 | Svezia (bandiera)   | D     | Elmin Nurkic           |
| 77 | Norvegia (bandiera) | A     | Marcus Mehnert         |
| 99 | Norvegia (bandiera) | P     | Emil Harloff           |
| 99 | Norvegia (bandiera) | P     | Markus Olsen Pettersen |

## Calciomercato

### Sessione invernale(dal 09/01 al 01/04)
| Arrivi | Arrivi                 | Arrivi    | Arrivi     |
| R.     | Nome                   | da        | Modalità   |
| ------ | ---------------------- | --------- | ---------- |
| P      | Renze Fij              |           | svincolato |
| P      | Markus Olsen Pettersen | Brann     | prestito   |
| D      | Izuchuckwu Anthony     |           | svincolato |
| D      | Jonas Hestetun         |           | svincolato |
| D      | Thor Kristian Økland   |           | svincolato |
| C      | Senai Hagos            |           | svincolato |
| C      | Lars Christian Kjemhus |           | svincolato |
| C      | Vladan Radojkic        |           | svincolato |
| C      | Lee Rochester Sørensen |           | svincolato |
| C      | Kristoffer Velde       | Haugesund | prestito   |
| A      | Jo Sondre Aas          |           | svincolato |
| A      | Jefferson de Souza     | Brodd     | definitivo |
| A      | Marcus Mehnert         | Brann     | prestito   |

| Partenze | Partenze                  | Partenze  | Partenze   |
| R.       | Nome                      | a         | Modalità   |
| -------- | ------------------------- | --------- | ---------- |
| D        | Petter Havsgård Martinsen | Bryne     | definitivo |
| C        | Haris Cirak               |           | svincolato |
| A        | Morten Bjørlo             |           | svincolato |
| A        | Sondre Liseth             | Mjøndalen | definitivo |

### Tra le due sessioni
| Arrivi | Arrivi        | Arrivi       | Arrivi   |
| R.     | Nome          | da           | Modalità |
| ------ | ------------- | ------------ | -------- |
| C      | Andreas Hoven | Strømsgodset | prestito |

| Partenze | Partenze | Partenze | Partenze |
| R.       | Nome     | a        | Modalità |
| -------- | -------- | -------- | -------- |

### Sessione estiva(dal 01/08 al 31/08)
| Arrivi | Arrivi            | Arrivi    | Arrivi     |
| R.     | Nome              | da        | Modalità   |
| ------ | ----------------- | --------- | ---------- |
| C      | Anthony Ikedi     | Haugesund | prestito   |
| C      | Andreas Petersson | Levanger  | definitivo |
| A      | Aune Heggebø      | Brann     | prestito   |
| A      | Erlend Hustad     | Brann     | prestito   |

| Partenze | Partenze               | Partenze     | Partenze      |
| R.       | Nome                   | a            | Modalità      |
| -------- | ---------------------- | ------------ | ------------- |
| P        | Markus Olsen Pettersen | Brann        | fine prestito |
| C        | Senai Hagos            | Åsane        | definitivo    |
| C        | Andreas Hoven          | Strømsgodset | fine prestito |
| A        | Alexander Dang         | Jerv         | definitivo    |
| A        | Jefferson de Souza     | Brodd        | definitivo    |

### Dopo la sessione estiva
| Arrivi | Arrivi          | Arrivi | Arrivi   |
| R.     | Nome            | da     | Modalità |
| ------ | --------------- | ------ | -------- |
| P      | Emil Harloff    | Brann  | prestito |
| C      | Tobias Svendsen | Molde  | prestito |

| Partenze | Partenze               | Partenze | Partenze   |
| R.       | Nome                   | a        | Modalità   |
| -------- | ---------------------- | -------- | ---------- |
| C        | Lee Rochester Sørensen | Roskilde | definitivo |

## Risultati

### 1. divisjon

#### Girone di andata
| Arbitro: | Bodding |

|                        |           |                                     |
| Rochester Sørensen 18’ | Marcatori | 16’ Belli Moldskred 21’ Henningsson |

| Sandnes 7 aprile 2019, ore 18:00 2ª giornata | Sandnes Ulf | 0 – 0 referto | Nest-Sotra | Øster Hus Arena (1.275 spett.)\| Arbitro: \| Medic \| |
| Arbitro:                                     | Medic       |               |            |                                                       |

| Arbitro: | Lien |

|                             |           |  |
| Rochester Sørensen 45’, 48’ | Marcatori |  |

| Arbitro: | Aslam |

|                       |           |          |
| Olden Larsen 38’, 47’ | Marcatori | 86’ Dang |

| Arbitro: | Higraff |

|                         |           |  |
| Stephensen 48’ Dang 57’ | Marcatori |  |

| Arbitro: | Sinnes |

|                         |           |             |
| Engblom 66’ (rig.), 90’ | Marcatori | 67’ Mehnert |

| Arbitro: | Røvig Sletner |

|  |           |               |
|  | Marcatori | 45’ Bringaker |

| Arbitro: | Aslam |

|                       |           |  |
| Rochester Sørensen 7’ | Marcatori |  |

| Arbitro: | Røvig Sletner |

|         |           |  |
| Røer 8’ | Marcatori |  |

| Arbitro: | Følstad Skarsem |

|           |           |                    |
| Hagos 90’ | Marcatori | 43’ (rig.) Gussiås |

| Arbitro: | Koløy |

|                                        |           |                      |
| Kind Bendiksen 63’ (rig.) Ringberg 75’ | Marcatori | 25’ Dang 87’ Mehnert |

| Arbitro: | Moen |

|                                         |           |               |
| Haugsdal 22’, 54’ Sande 50’ Mehnert 76’ | Marcatori | 12’ Zernichow |

| Arbitro: | Sinnes |

|            |           |                                |
| Buduson 9’ | Marcatori | 17’ (aut.) Aleesami 39’ Songve |

| Arbitro: | Medic |

|                    |           |                       |
| Dang 79’ Sande 82’ | Marcatori | 37’ Parkstad Johansen |

| Arbitro: | Lien |

|                                 |           |  |
| Ramsteijn 50’ Castro 90’ (rig.) | Marcatori |  |

#### Girone di ritorno
| Arbitro: | Følstad Skarsem (Trondheim) |

|                         |           |                     |
| Mehnert 10’ Anthony 21’ | Marcatori | 45’ Sørås 51’ Rasch |

| Jessheim 11 agosto 2019, ore 18:00 17ª giornata        | Ullensaker/Kisa | 1 – 1 referto | Nest-Sotra | Jessheim Stadion (615 spett.) |
| \| \| \| \| \| Langås 58’ \| Marcatori \| 38’ Sande \| |                 |               |            |                               |
|                                                        |                 |               |            |                               |
| Langås 58’                                             | Marcatori       | 38’ Sande     |            |                               |

| Arbitro: | Lien |

|                                     |           |  |
| Haugsdal 56’ Hustad 59’ Heggebø 82’ | Marcatori |  |

| Arbitro: | Røvig Sletner |

|                          |           |                                |
| Jenssen 8’ Tagbajumi 55’ | Marcatori | 30’ Hustad 56’ Heggebø 68’ Aas |

| Arbitro: | Moen |

|              |           |          |
| Hestetun 51’ | Marcatori | 69’ Rufo |

| Arbitro: | Koløy |

|                       |           |            |
| Fandi 50’ Breivik 82’ | Marcatori | 13’ Hustad |

| Arbitro: | Higraff |

|                      |           |  |
| Haugsdal 27’ Aas 68’ | Marcatori |  |

| Arbitro: | Røvig Sletner |

|                             |           |  |
| Skaanes 11’ Sigurðarson 32’ | Marcatori |  |

| Arbitro: | Aslam |

|                      |           |            |
| Haugsdal 15’ Aas 25’ | Marcatori | 22’ Mahnin |

| Arbitro: | Moen |

|  |           |         |
|  | Marcatori | 61’ Aas |

| Arbitro: | Koløy |

|  |           |                       |
|  | Marcatori | 49’ Aas 59’ Petersson |

| Arbitro: | Røvig Sletner |

|                               |           |  |
| Svendsen 50’ Mehnert 69’, 90’ | Marcatori |  |

| Arbitro: | Bodding |

|  |           |                       |
|  | Marcatori | 65’ Sørensen Nergaard |

| Arbitro: | Lien |

|  |           |                   |
|  | Marcatori | 84’ (rig.) Castro |

| Arbitro: | Aslam |

|                                                                 |           |                 |
| Sørensen Nergaard 57’ (aut.) Bolkan Nordli 71’ Nymo Matland 90’ | Marcatori | 9’, 77’ Mehnert |

### Norgesmesterskapet
| Arbitro: | Gjendemsjø |

|            |           |                                                                        |
| Skutle 14’ | Marcatori | 2’, 25’ Mehnert 21’ Arrocha 37’ Sørensen Nergaard 54’ Økland 87’ Sande |

| Arbitro: | Tennøy |

|  |           |                                     |
|  | Marcatori | 15’, 27’ Dang 49’ Mehnert 89’ Sande |

| Arbitro: | Skjerven (Kaupanger) |

|  |           |                               |
|  | Marcatori | 16’, 28’, 32’ Mawa 24’ Agouda |

## Statistiche

### Statistiche di squadra
| Competizione       | Punti | In casa | In casa | In casa | In casa | In casa | In casa | In trasferta | In trasferta | In trasferta | In trasferta | In trasferta | In trasferta | Totale | Totale | Totale | Totale | Totale | Totale | DR  |
| Competizione       | Punti | G       | V       | N       | P       | Gf      | Gs      | G            | V            | N            | P            | Gf           | Gs           | G      | V      | N      | P      | Gf     | Gs     | DR  |
| ------------------ | ----- | ------- | ------- | ------- | ------- | ------- | ------- | ------------ | ------------ | ------------ | ------------ | ------------ | ------------ | ------ | ------ | ------ | ------ | ------ | ------ | --- |
| 1. divisjon        | 44    | 15      | 9       | 3       | 3       | 26      | 11      | 15           | 5            | 3            | 7            | 17           | 20           | 30     | 14     | 6      | 10     | 43     | 31     | +12 |
| Norgesmesterskapet | -     | 1       | 0       | 0       | 1       | 0       | 4       | 2            | 2            | 0            | 0            | 10           | 1            | 3      | 3      | 2      | 0      | 10     | 5      | +5  |
| Totale             | -     | 16      | 9       | 3       | 4       | 26      | 15      | 17           | 7            | 3            | 7            | 27           | 21           | 33     | 17     | 8      | 10     | 53     | 36     | +17 |

### Andamento in campionato
| Giornata  | 1  | 2  | 3  | 4  | 5  | 6  | 7  | 8  | 9  | 10 | 11 | 12 | 13 | 14 | 15 | 16 | 17 | 18 | 19 | 20 | 21 | 22 | 23 | 24 | 25 | 26 | 27 | 28 | 29 | 30 |
| --------- | -- | -- | -- | -- | -- | -- | -- | -- | -- | -- | -- | -- | -- | -- | -- | -- | -- | -- | -- | -- | -- | -- | -- | -- | -- | -- | -- | -- | -- | -- |
| Luogo     | C  | T  | C  | T  | C  | T  | C  | C  | T  | C  | T  | C  | T  | C  | T  | C  | T  | C  | T  | C  | T  | C  | T  | C  | T  | T  | C  | T  | C  | T  |
| Risultato | P  | N  | V  | P  | V  | P  | P  | V  | P  | N  | N  | V  | V  | V  | P  | N  | N  | V  | V  | N  | P  | V  | P  | V  | V  | V  | V  | V  | P  | P  |
| Posizione | 16 | 16 | 15 | 16 | 13 | 14 | 14 | 13 | 13 | 13 | 13 | 12 | 11 | 10 | 10 | 11 | 10 | 9  | 8  | 8  | 8  | 8  | 8  | 8  | 7  | 5  | 5  | 4  | 6  | 7  |

Fonte:  OBOS-ligaen 2019, su altomfotball.no, Altomfotball.
Legenda:

Luogo: C = Casa; T = Trasferta. Risultato: V = Vittoria; N = Pareggio; P = Sconfitta.

### Statistiche dei giocatori
| Giocatore             | 1. divisjon | 1. divisjon | 1. divisjon | 1. divisjon | Norgesmesterskapet | Norgesmesterskapet | Norgesmesterskapet | Norgesmesterskapet | Coppe europee | Coppe europee | Coppe europee | Coppe europee | Altre coppe | Altre coppe | Altre coppe | Altre coppe | Totale   | Totale | Totale      | Totale     |
| Giocatore             | Presenze    | Reti        | Ammonizioni | Espulsioni  | Presenze           | Reti               | Ammonizioni        | Espulsioni         | Presenze      | Reti          | Ammonizioni   | Espulsioni    | Presenze    | Reti        | Ammonizioni | Espulsioni  | Presenze | Reti   | Ammonizioni | Espulsioni |
| --------------------- | ----------- | ----------- | ----------- | ----------- | ------------------ | ------------------ | ------------------ | ------------------ | ------------- | ------------- | ------------- | ------------- | ----------- | ----------- | ----------- | ----------- | -------- | ------ | ----------- | ---------- |
| J. Aas                | 24          | 5           | 4           | 0           | 1                  | 0                  | 0                  | 0                  |               |               |               |               |             |             |             |             | 25       | 5      | 4           | 0          |
| I. Anthony            | 26          | 1           | 5           | 0           | 3                  | 0                  | 0                  | 0                  |               |               |               |               |             |             |             |             | 29       | 1      | 5           | 0          |
| D. Arrocha            | 29          | 0           | 2           | 1           | 3                  | 1                  | 0                  | 0                  |               |               |               |               |             |             |             |             | 32       | 1      | 2           | 1          |
| A. Dang               | 14          | 4           | 2           | 0           | 3                  | 2                  | 1                  | 0                  |               |               |               |               |             |             |             |             | 17       | 6      | 3           | 0          |
| J. de Souza           | 13          | 0           | 0           | 0           | 1                  | 0                  | 0                  | 0                  |               |               |               |               |             |             |             |             | 14       | 0      | 0           | 0          |
| R. Fij                | 30          | -31         | 2           | 0           | 3                  | -5                 | 0                  | 0                  |               |               |               |               |             |             |             |             | 33       | -36    | 2           | 0          |
| S. Hagos              | 10          | 1           | 4           | 0           | 1                  | 0                  | 1                  | 0                  |               |               |               |               |             |             |             |             | 11       | 1      | 5           | 0          |
| S. Haraldsen          | 0           | 0           | 0           | 0           | 0                  | 0                  | 0                  | 0                  |               |               |               |               |             |             |             |             | 0        | 0      | 0           | 0          |
| E. Harloff            | 0           | 0           | 0           | 0           | -                  | -                  | -                  | -                  |               |               |               |               |             |             |             |             | 0        | 0      | 0           | 0          |
| B. Haugsdal           | 30          | 5           | 2           | 0           | 2                  | 0                  | 0                  | 0                  |               |               |               |               |             |             |             |             | 32       | 5      | 2           | 0          |
| A. Heggebø            | 3           | 2           | 0           | 0           | -                  | -                  | -                  | -                  |               |               |               |               |             |             |             |             | 3        | 2      | 0           | 0          |
| J. Hestetun           | 24          | 1           | 8           | 0           | 3                  | 0                  | 0                  | 0                  |               |               |               |               |             |             |             |             | 27       | 1      | 8           | 0          |
| A. Hoven              | 7           | 0           | 0           | 0           | 2                  | 0                  | 0                  | 0                  |               |               |               |               |             |             |             |             | 9        | 0      | 0           | 0          |
| E. Hustad             | 5           | 3           | 1           | 0           | -                  | -                  | -                  | -                  |               |               |               |               |             |             |             |             | 5        | 3      | 1           | 0          |
| A. Ikedi              | 3           | 0           | 0           | 0           | -                  | -                  | -                  | -                  |               |               |               |               |             |             |             |             | 3        | 0      | 0           | 0          |
| E. Johansen           | 0           | 0           | 0           | 0           | 1                  | 0                  | 0                  | 0                  |               |               |               |               |             |             |             |             | 1        | 0      | 0           | 0          |
| L. Kjemhus            | 0           | 0           | 0           | 0           | 0                  | 0                  | 0                  | 0                  |               |               |               |               |             |             |             |             | 0        | 0      | 0           | 0          |
| E. Larsen             | 17          | 0           | 4           | 0           | 2                  | 0                  | 2                  | 0                  |               |               |               |               |             |             |             |             | 19       | 0      | 6           | 0          |
| M. Mehnert            | 21          | 8           | 1           | 0           | 3                  | 3                  | 0                  | 0                  |               |               |               |               |             |             |             |             | 24       | 11     | 1           | 0          |
| E. Nurkic             | 23          | 0           | 6           | 0           | 2                  | 0                  | 0                  | 0                  |               |               |               |               |             |             |             |             | 25       | 0      | 6           | 0          |
| T. Økland             | 17          | 0           | 2           | 1           | 2                  | 1                  | 0                  | 0                  |               |               |               |               |             |             |             |             | 19       | 1      | 2           | 1          |
| M. Olsen Pettersen    | 0           | 0           | 0           | 0           | 0                  | 0                  | 0                  | 0                  |               |               |               |               |             |             |             |             | 0        | 0      | 0           | 0          |
| A. Petersson          | 5           | 1           | 0           | 0           | -                  | -                  | -                  | -                  |               |               |               |               |             |             |             |             | 5        | 1      | 0           | 0          |
| V. Radojkic           | 1           | 0           | 0           | 0           | 0                  | 0                  | 0                  | 0                  |               |               |               |               |             |             |             |             | 1        | 0      | 0           | 0          |
| L. Rochester Sørensen | 13          | 4           | 3           | 0           | 2                  | 0                  | 0                  | 0                  |               |               |               |               |             |             |             |             | 15       | 4      | 3           | 0          |
| J. Sæle Westrheim     | 0           | 0           | 0           | 0           | 0                  | 0                  | 0                  | 0                  |               |               |               |               |             |             |             |             | 0        | 0      | 0           | 0          |
| M. Sande              | 24          | 3           | 0           | 0           | 2                  | 2                  | 0                  | 0                  |               |               |               |               |             |             |             |             | 26       | 5      | 0           | 0          |
| M. Songve             | 10          | 1           | 1           | 0           | 2                  | 0                  | 0                  | 0                  |               |               |               |               |             |             |             |             | 12       | 1      | 1           | 0          |
| P. Sørensen Nergaard  | 25          | 1           | 4           | 0           | 3                  | 1                  | 0                  | 0                  |               |               |               |               |             |             |             |             | 28       | 2      | 4           | 0          |
| K. Stephensen         | 29          | 1           | 1           | 0           | 1                  | 0                  | 0                  | 0                  |               |               |               |               |             |             |             |             | 30       | 1      | 1           | 0          |
| T. Svendsen           | 9           | 1           | 1           | 0           | -                  | -                  | -                  | -                  |               |               |               |               |             |             |             |             | 9        | 1      | 1           | 0          |
| K. Velde              | 0           | 0           | 0           | 0           | 0                  | 0                  | 0                  | 0                  |               |               |               |               |             |             |             |             | 0        | 0      | 0           | 0          |